# Conceição Geremias
Conceição Aparecida Geremias (ur. 23 lipca 1956 w Campinas) – brazylijska lekkoatletka specjalizująca się w siedmioboju i skoku w dal.
Trzykrotna olimpijka (Moskwa, Los Angeles i Seul) jednak nigdy nie zdobyła medalu olimpijskiego. Jej najlepszym rezultatem olimpijskim było zajęcie 14 miejsca w 1980 roku w Moskwie. Wielokrotna mistrzyni świata weteranów w różnych konkurencjach i kategoriach wiekowych. Mistrzyni Brazylii w różnych konkurencjach. Dziesięciokrotna złota medalistka mistrzostw Ameryki Południowej w różnych konkurencjach indywidualnych. Złota medalistka igrzysk panamerykańskich w Caracas z 1983 roku. Ustanowiła wtedy swój rekord życiowy (będący wtedy rekordem Ameryki Południowej) wynoszący 6017 pkt. (według ówczesnej punktacji 6084 pkt.).

## Osiągnięcia
| Rok  | Zawody                                   | Lokalizacja    | Miejsce           | Konkurencja                | Rezultat  |
| ---- | ---------------------------------------- | -------------- | ----------------- | -------------------------- | --------- |
| 1972 | Mistrzostwa Ameryki Południowej juniorów | Asunción       | 2. miejsce        | Sztafeta 4 x 100 m         | 49,4      |
| 1972 | Mistrzostwa Ameryki Południowej juniorów | Asunción       | 1. miejsce        | Skok w dal                 | 5,86      |
| 1972 | Mistrzostwa Ameryki Południowej juniorów | Asunción       | 1. miejsce        | Sztafeta 4 x 400 m         | 4:08,0    |
| 1974 | Mistrzostwa Ameryki Południowej juniorów | Lima           | 1. miejsce        | Pięciobój                  | 3964 pkt. |
| 1974 | Mistrzostwa Ameryki Południowej juniorów | Lima           | 3. miejsce        | Sztafeta 4 x 100 m         | 47,9      |
| 1974 | Mistrzostwa Ameryki Południowej juniorów | Lima           | 3. miejsce        | Bieg na 100 m              | 12,0      |
| 1974 | Mistrzostwa Ameryki Południowej juniorów | Lima           | 2. miejsce        | Skok w dal                 | 5,84      |
| 1974 | Mistrzostwa Ameryki Południowej juniorów | Lima           | 1. miejsce        | Bieg na 100 m przez płotki | 14,4      |
| 1974 | Mistrzostwa Ameryki Południowej juniorów | Lima           | 1. miejsce        | Sztafeta 4 x 400 m         | 3:54,1    |
| 1974 | Mistrzostwa Ameryki Południowej          | Santiago       | 1. miejsce        | Bieg na 100 m              | 12,1      |
| 1974 | Mistrzostwa Ameryki Południowej          | Santiago       | 2. miejsce        | Skok w dal                 | 6,03      |
| 1974 | Mistrzostwa Ameryki Południowej          | Santiago       | 3. miejsce        | Bieg na 200 m              | 24,7      |
| 1975 | Mistrzostwa Ameryki Południowej          | Rio de Janeiro | 1. miejsce        | Pięciobój                  | 3904 pkt. |
| 1977 | Mistrzostwa Ameryki Południowej          | Montevideo     | 3. miejsce        | Skok w dal                 | 5,49      |
| 1977 | Mistrzostwa Ameryki Południowej          | Montevideo     | 1. miejsce        | Pięciobój                  | 3863 pkt. |
| 1979 | Mistrzostwa Ameryki Południowej          | Bucaramanga    | 2. miejsce        | Skok w dal                 | 5,95      |
| 1979 | Mistrzostwa Ameryki Południowej          | Bucaramanga    | 2. miejsce        | Pięciobój                  | 3880 pkt. |
| 1980 | Igrzyska olimpijskie                     | Moskwa         | 14. miejsce       | Pięciobój                  | 4263 pkt. |
| 1981 | Mistrzostwa Ameryki Południowej          | La Paz         | 1. miejsce        | Skok w dal                 | 6,26      |
| 1981 | Mistrzostwa Ameryki Południowej          | La Paz         | 1. miejsce        | Bieg na 400 m przez płotki | 1:00,0    |
| 1983 | Mistrzostwa Ameryki Południowej          | Santa Fe       | 1. miejsce        | Bieg na 400 m przez płotki | 59,5      |
| 1983 | Mistrzostwa Ameryki Południowej          | Santa Fe       | 1. miejsce        | Siedmiobój                 | 5865 pkt. |
| 1983 | Mistrzostwa Ameryki Południowej          | Santa Fe       | 2. miejsce        | Skok wzwyż                 | 1,77      |
| 1983 | Igrzyska panamerykańskie                 | Caracas        | 1. miejsce        | Siedmiobój                 | 6084 pkt. |
| 1983 | Mistrzostwa świata                       | Helsinki       | DNF               | Siedmiobój                 | –         |
| 1983 | Mistrzostwa ibero–amerykańskie           | Barcelona      | 1. miejsce        | Bieg na 400 m przez płotki | 58,74     |
| 1984 | Igrzyska olimpijskie                     | Los Angeles    | DNF               | Siedmiobój                 | –         |
| 1984 | Igrzyska olimpijskie                     | Los Angeles    | el. – 18. miejsce | Skok w dal                 | 6,04      |
| 1985 | Mistrzostwa Ameryki Południowej          | Santiago       | 1. miejsce        | Skok w dal                 | 6,04      |
| 1985 | Mistrzostwa Ameryki Południowej          | Santiago       | 3. miejsce        | Skok wzwyż                 | 1,73      |
| 1987 | Mistrzostwa Ameryki Południowej          | São Paulo      | 1. miejsce        | Siedmiobój                 | 5550 pkt. |
| 1988 | Igrzyska olimpijskie                     | Seul           | 22. miejsce       | Siedmiobój                 | 5508 pkt. |
| 1989 | Mistrzostwa Ameryki Południowej          | Medellín       | 1. miejsce        | Siedmiobój                 | 5574 pkt. |
| 1991 | Mistrzostwa Ameryki Południowej          | Manaus         | 2. miejsce        | Siedmiobój                 | 5277 pkt. |
| 1993 | Mistrzostwa Ameryki Południowej          | Lima           | 2. miejsce        | Siedmiobój                 | 5105 pkt. |
| 1993 | Mistrzostwa Ameryki Południowej          | Lima           | 3. miejsce        | Trójskok                   | 12,71     |
| 1995 | Mistrzostwa Ameryki Południowej          | Manaus         | 2. miejsce        | Skok o tyczce              | 2,70      |

## Rekordy Brazylii
| Konkurencja                | Data                 | Miejsce        | Rezultat  |
| -------------------------- | -------------------- | -------------- | --------- |
| Pięciobój lekkoatletyczny  | 30 maja 1976         | São Paulo      | 4285 pkt. |
| Pięciobój lekkoatletyczny  | 5 listopada 1977     | Montreal       | 3863 pkt. |
| Bieg na 100 m przez płotki | 19 października 1980 | Santiago       | 14,03     |
| Bieg na 100 m przez płotki | 10 maja 1981         | São Paulo      | 13,55     |
| Bieg na 400 m przez płotki | 15 sierpnia 1981     | Ciudad Bolívar | 57,61     |
| Siedmiobój lekkoatletyczny | 14 listopada 1982    | São Paulo      | 5661 pkt. |
| Siedmiobój lekkoatletyczny | 1 maja 1983          | São Paulo      | 6013 pkt. |
| Siedmiobój lekkoatletyczny | 25 sierpnia 1983     | Caracas        | 6084 pkt. |